# Гельфгат, Гарри Лазаревич
Гарри Лазаревич Гельфгат (26 июля 1932, Харьков – 25 ноября 2013, Тель-Авив) – советский и украинский пианист, педагог.

## Биография
В 1950 окончил Харьковскую музыкальную школу-десятилетку при консерватории.
В 1954 году окончил Харьковскую консерваторию (класс профессора М. С. Хазановского).
Стажировался в Московском музыкально-педагогическом институте им. Гнесиных у профессора А. Л. Йохелеса.
В 1954-1956 – солист Черновицкой филармонии.
Концертировал по  городам СССР, Чехии, США (Сиэтл)
В 1956-1995 преподавал в Харьковской консерватории - Институте искусств им. И. П. Котляревского (классы специального фортепиано, импровизации).
В 1973-2003 преподавал в Харьковской средней специальной музыкальной школе-интернате.
Среди учеников – Н. Золотых, Е. Морозов, А. Романовский, В. Алтухов.
С 2003 года жил в Израиле.

## Награды
- Лауреат Межреспубликанского конкурса (1960, Львов).
- Лауреат 1-го Республиканского конкурса пианистов им. М. В. Лысенко (1962, Киев).